# Pedro Molina Mazariegos
Pedro José Antonio Molina Mazariegos (1777 – 1854) è stato un politico guatemalteco.
Redattore della Costituzione guatemalteca nel 1825, fu seguace di Francisco Morazán e come tale ministro della guerra di el Salvador. Fu poi presidente del Guatemala dal 1829 al 1831, ministro degli esteri e presidente (1848) dell'assemblea di Rafael Carrera.